# 三家有本難唸的經
《三家有本難唸的經》（義大利語：Tre piani）是一套2021年的義大利劇情片，由南尼·莫瑞提聯合製作、共同編劇和導演。這套電影改編自以色列作家埃什科爾·尼沃2015年的小說作品《三層樓上》，將背景從特拉維夫搬到了羅馬。
主演包括瑪姬麗塔·貝、里卡多·史卡馬西奧、艾芭·羅爾瓦雀、阿德里亞諾·吉安尼尼、艾琳娜·列蒂、亞力山德羅·斯普都蒂、丹妮絲·坦士奇和南尼·莫瑞提。

## 演員
- 瑪姬麗塔·貝 飾演多拉, 維托里奧的妻子
- 南尼·莫瑞提 飾演維托里奧
- 亞力山德羅·斯普都蒂（義大利語：Alessandro Sperduti） 飾演安德里亞, 多拉和維托里奧的兒子
- 里卡多·史卡馬西奧 飾演盧頌, 薩拉的丈夫
- 艾琳娜·列蒂 飾演薩拉
- 艾芭·羅爾瓦雀 飾演莫妮卡, 喬治奧的妻子
- 阿德里亞諾·吉安尼尼 飾演喬治奧
- 丹妮絲·坦士奇（英语：Denise Tantucci） 飾演夏洛特
- 安娜·布昂納托 飾演喬瓦娜, 雷納託的妻子
- 保羅・葛拉西奧希（英语：Paolo Graziosi） 飾演雷納託
- 史蒂芬洛·迪奧尼斯（英语：Stefano Dionisi） 飾演羅拔圖
- 托馬索·羅格諾（英语：Tommaso Ragno） 飾演路域治

## 製作
拍攝於2019年3月4日在羅馬開始，並於同年5月煞科。

## 外部連結
- 互联网电影数据库（IMDb）上《三家有本難唸的經》的资料（英文）
- 豆瓣电影上《三家有本難唸的經》的資料 （简体中文）